# Iglesia de San Gil (Huérmeda)
La iglesia de San Gil Abad es un templo católico situado en la localidad de Huérmeda, pedanía del municipio de Calatayud, en la provincia de Zaragoza, España.

## Historia
La iglesia data del siglo XV y es de estilo gótico tardío, si bien se reformó en el siglo XVI al estilo renacentista.

## Características
De simple fachada, con cubierta a cuatro aguas y fábricas de tapial y contrafuertes de mampostería.
La iglesia tiene una única nave y cuenta con capillas entre el ábside poligonal y los contrafuertes. El interior tiene pilastras, cornisa, un coro alto sobre una bóveda de cañón de lunetos y un falso techo.

## Galería de imágenes

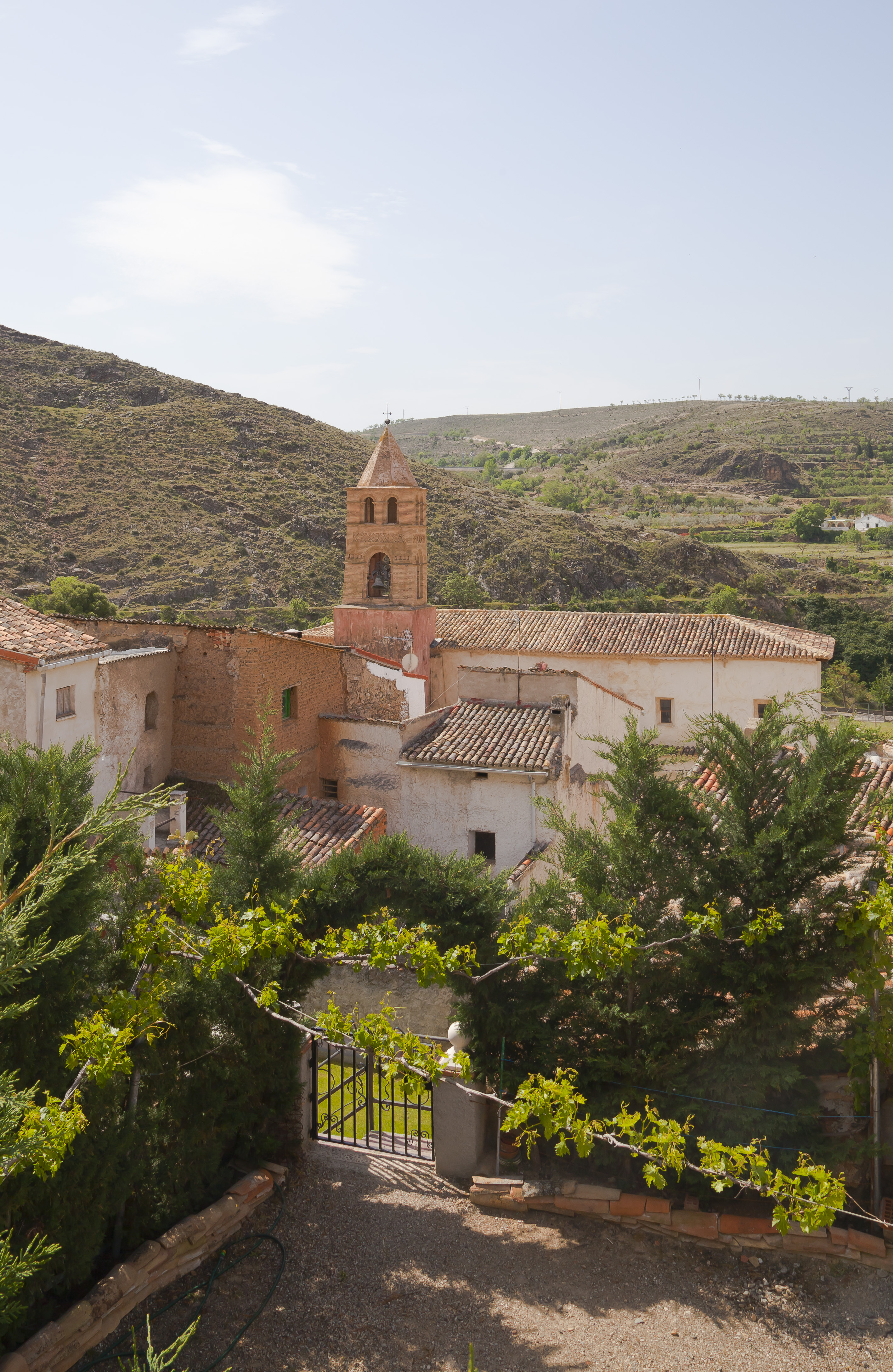
Vista general.
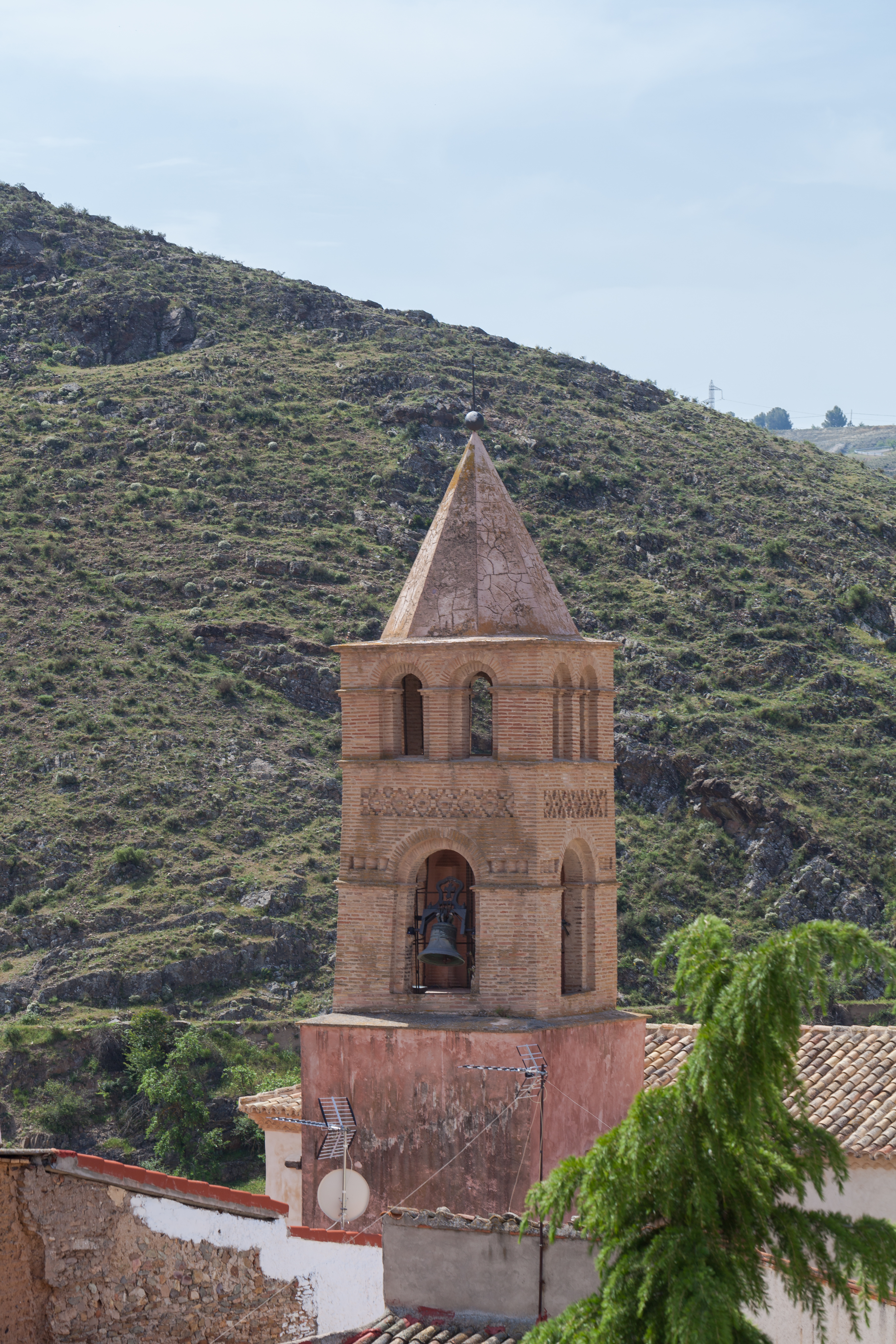
Vista del campanario desde el castillo.
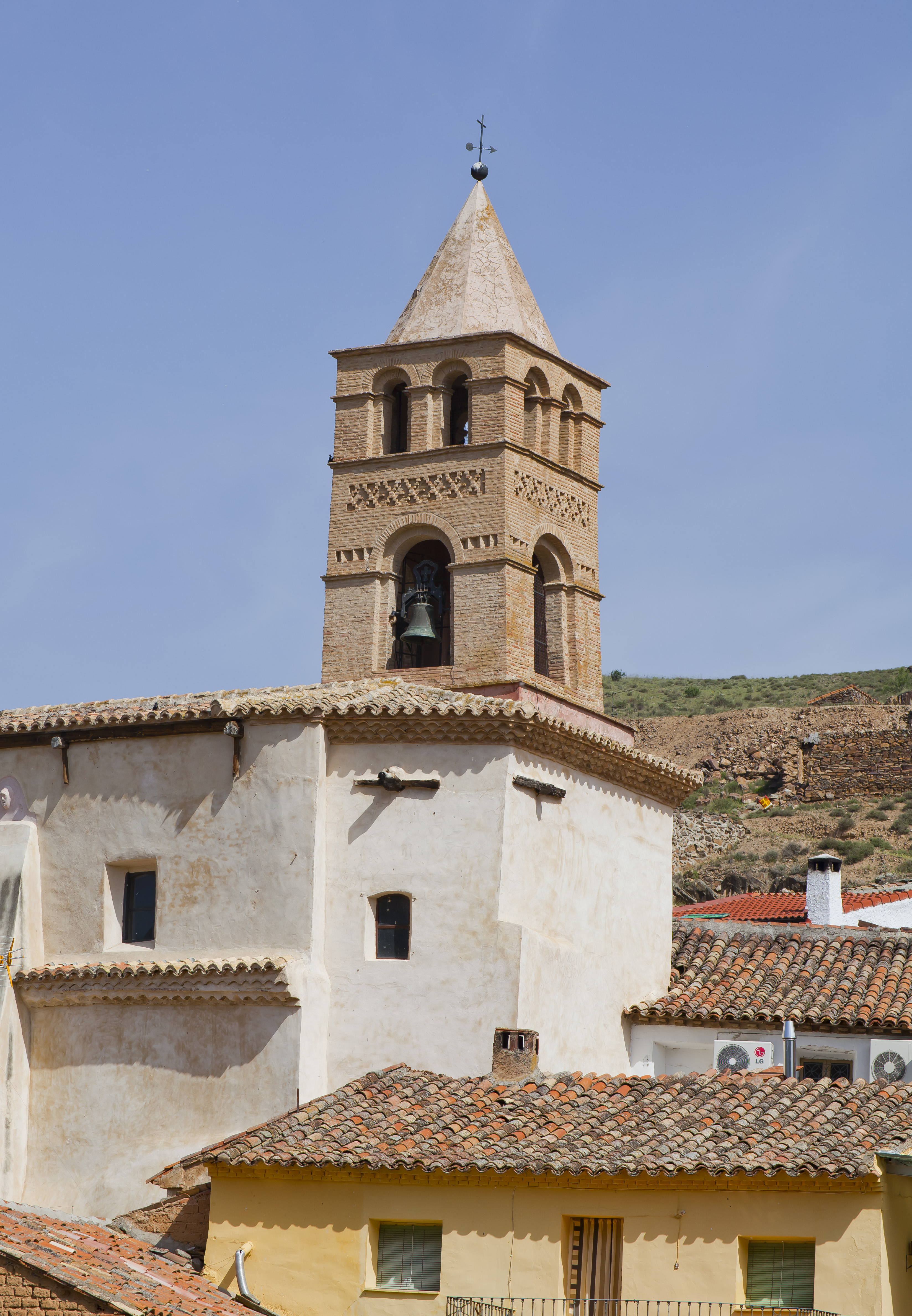
Vista del campanario desde la parta baja de la localidad.
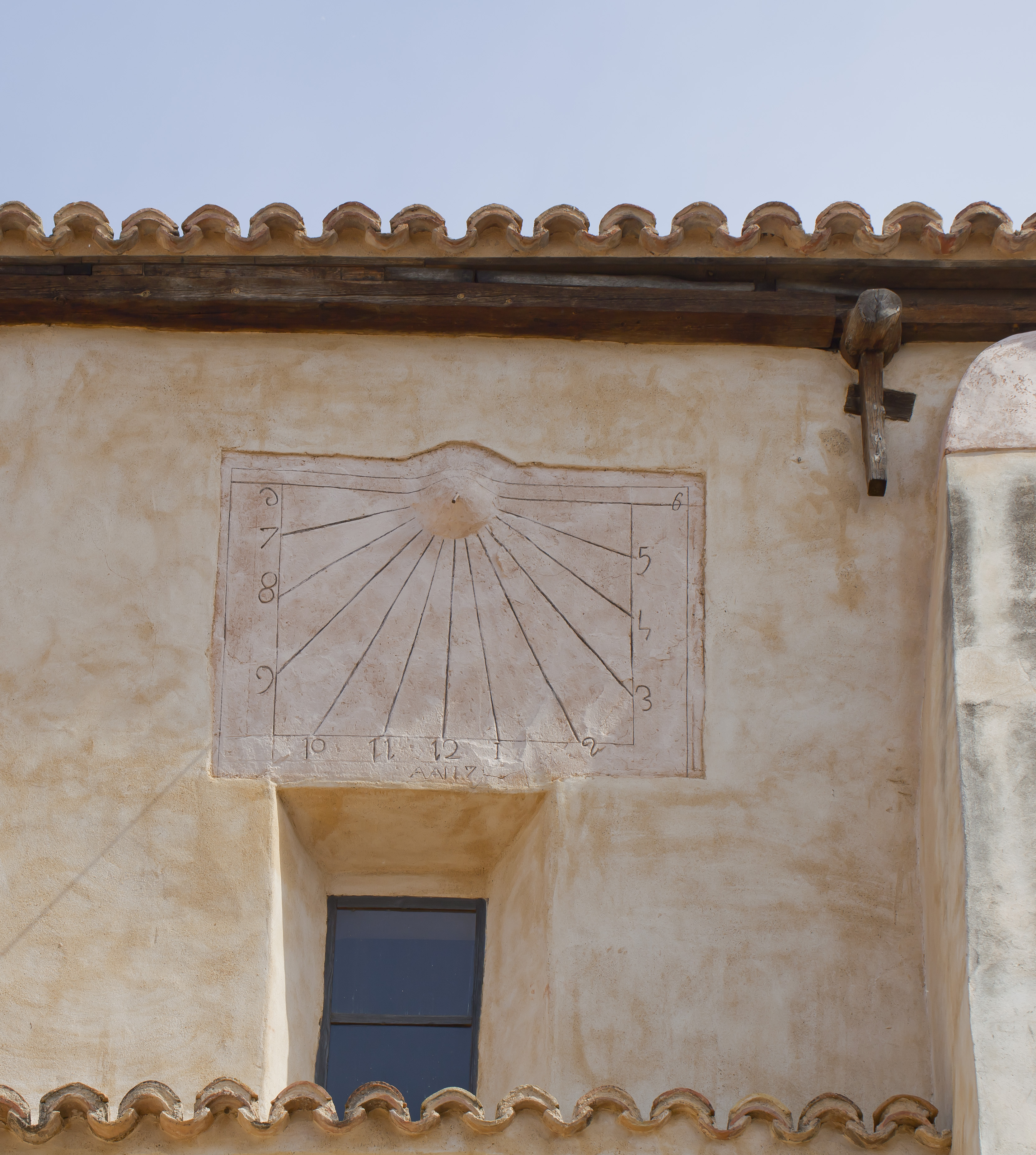
Reloj de sol.
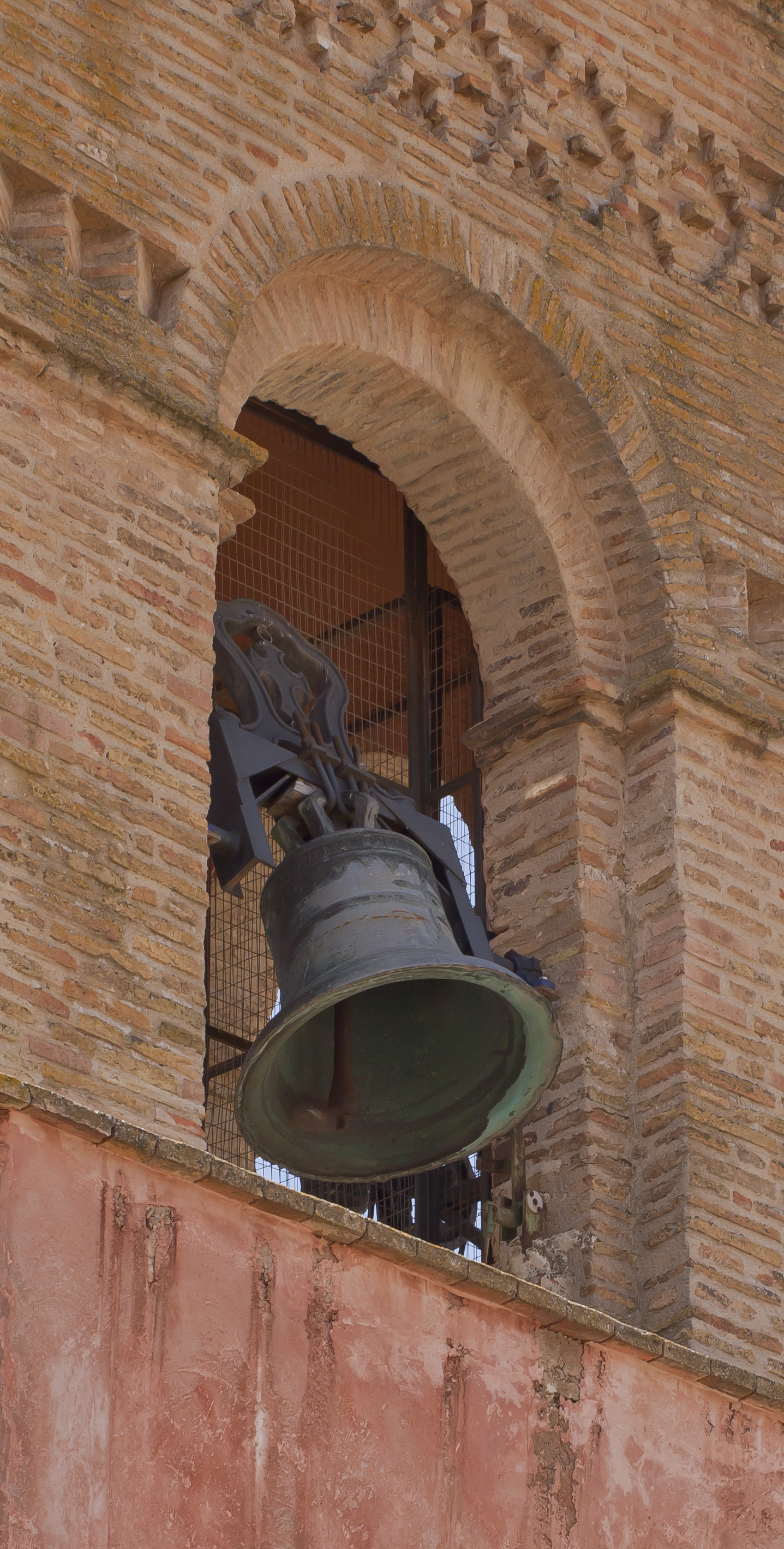
Detalle del campanario.